# Idaea luteolaria
Idaea luteolaria là một loài bướm đêm trong họ Geometridae.